# Orthrias
Orthrias é um género de peixe actinopterígeo da família Balitoridae.
Este género contém as seguintes espécies:
- Orthrias brandti
- Orthrias tschaiyssuensis